# فيلاجا
فيلاجا (بالإيطالية: Villaga)‏ هي مدينة في مقاطعة فشنزة بمنطقة فنيتة، شمال إيطاليا.